# 穆特恩
穆特恩（1782年—1856年），夔雅拉氏，字铸农，满洲正白旗人，是道光、咸丰年间抵御太平天国、天地会广东主帅。

## 生平
乾隆四十七年（1782年），出生。
嘉庆年间，任健锐营前锋校。
道光二十一年（1841年），任青州副都统。
道光二十六年（1846年），升任广州将军。
咸丰四年（1854年），在广州抵御太平天国，斩获林光隆。
咸丰六年（1856年）,去世。

### 书籍
- 马协弟（著） 陆玉华（点校注解）：《驻粤八旗志》，辽宁大学出版社，1990年